# Зейддорпе
Зейддорпе (нід. Zuiddorpe) — село в нідерландській провінції Зеландія, на кордоні із Бельгією. Входить до муніципалітету Тернезен.
Його площа становить 9,25 км², а населення станом на 2021 рік складало 890 осіб.
Перша згадка про населений пункт датується 1366 роком.
До 1970 року мало статус окремого муніципалітету.